# COVID-19-Pandemie in Syrien
Die COVID-19-Pandemie in Syrien tritt als regionales Teilgeschehen des weltweiten Ausbruchs der Atemwegserkrankung COVID-19 auf und beruht auf Infektionen mit dem Ende 2019 neu aufgetretenen Virus SARS-CoV-2 aus der Familie der Coronaviren. Die COVID-19-Pandemie breitet sich seit Dezember 2019 von China ausgehend aus. Ab dem 11. März 2020 stufte die Weltgesundheitsorganisation (WHO) das Ausbruchsgeschehen des neuartigen Coronavirus als Pandemie ein.

## Verlauf
Am 22. März 2020 wurde der erste COVID-19-Fall in Syrien bestätigt. In den WHO-Situationsberichten tauchte dieser Fall erstmals am 23. März 2020 auf.
Bis zum 8. April 2020 wurden von der WHO 19 COVID-19-Fälle und zwei Todesfälle in Syrien bestätigt.

## Statistik
Die Fallzahlen entwickelten sich während der COVID-19-Pandemie in Syrien wie folgt:

### Infektionen

Bestätigte Infizierte in Syrien nach Daten der WHO. Oben kumuliert, unten Tageswerte

### Todesfälle

Bestätigte Todesfälle in Syrien nach Daten der WHO. Oben kumuliert, unten Tageswerte

## Wirtschaftliche Situation für die Bevölkerung – Hungersnot
Die durch die Pandemie entstandene Wirtschaftskrise 2020 führte zu einer weiteren Verschlechterung der Volkswirtschaft Syriens, die schon vor der Pandemie durch den Bürgerkrieg seit 2011 in einer Krise war. Diese Kombination der Krisen führte innerhalb eines Jahres, bis Juni 2020, zu einem Anstieg der syrischen Nahrungsmittelpreise um etwa 200 Prozent. So stieg der Brotpreis im Verlauf der Pandemie bis Anfang Mai 2020 auf 203 syrische Lira (die ihrerseits einen 3,5-fachen Wertverlust im ersten Halbjahr 2020 verzeichnete). Im Mai 2020 stieg der Brotpreis bis Anfang Juni 2020 abermals, um 31 Prozent auf 294 syrische Pfund. Reis wurde um 39 Prozent teurer. Der Zuckerpreis stieg um etwa 122 Prozent. Gab es laut Welthungerhilfe vor der Pandemie etwa neun Millionen Syrer, die einer Hungersnot ausgesetzt waren, stieg die Anzahl der hungernden Menschen in Syrien infolge der Corona-Pandemie auf etwa 10,4 Millionen an.
Insgesamt sind die Lebensmittelpreise im Jahr 2020 in Syrien gegenüber dem Vorjahr um 250 Prozent gestiegen.

### Hilfsmaßnahmen durch die Staatengemeinschaft
Auf einer internationalen Geberkonferenz für Syrien-Flüchtlinge sagten Staaten Finanzhilfen in Höhe von 6,9 Milliarden Euro zu. Von den Hilfsgeldern stammen 2,3 Milliarden Euro von Staaten der Europäischen Union (davon fast 1,6 Milliarden Euro von Deutschland). Von den 6,9 Milliarden Euro seien 4,9 Milliarden Euro für das Jahr 2020 vorgesehen, gab der europäische Kommissar für humanitäre Hilfe und Krisenschutz, Janez Lenarčič bekannt.